# Малое Вербче
Малое Вербче (укр. Мале Вербче) — село, входит в Коростский сельский совет Сарненского района Ровненской области Украины.
Население по переписи 2001 года составляло 1044 человека. Почтовый индекс — 34533. Телефонный код — 3655. Код КОАТУУ — 5625482802.

## Местный совет
34532, Ровненская обл., Сарненский р-н, с. Корост, ул. Центральная, 72. Тел.: Тел.: +380 (3655) 4-64-35.